# 句龍
句龍，即后土氏，相传为共工氏之子，《禮記》有類似記載。因治水土有功，颛顼任命其为土正官，或后土之神，或是掌管土地的社神。

## 记载
- 《左传·昭公二十九年》：“ 共工氏有子曰句龙，为后土。”
- 《晋书·天文志上》：“弧南六星为天社，昔共工氏之子句龙，能平水土，故祀以配社，其精为星。”

## 註解
1. ↑  《左傳·昭公二十九年》：「 共工氏有子曰句龍，為后土。」
2. ↑  《禮記·祭法》：「共工氏之霸九州也，其子曰后土，能平九土，故祀以為社。」